# Алея вікових лип і дубів
Але́я вікови́х лип і дубі́в — ботанічна пам'ятка природи місцевого значення в Україні. Розташована в межах Жидачівського району Львівської області, біля західної околиці села Лівчиці. 
Площа 8 га. Статус присвоєно 1984 року. Перебуває у віданні Жидачівського районного шляхово-ремонтного управління. 
Статус присвоєно для збереження алеї вікових лип і дубів, що зростають уздовж автодороги від смт Гніздичів до села Лівчиці.

## Галерея

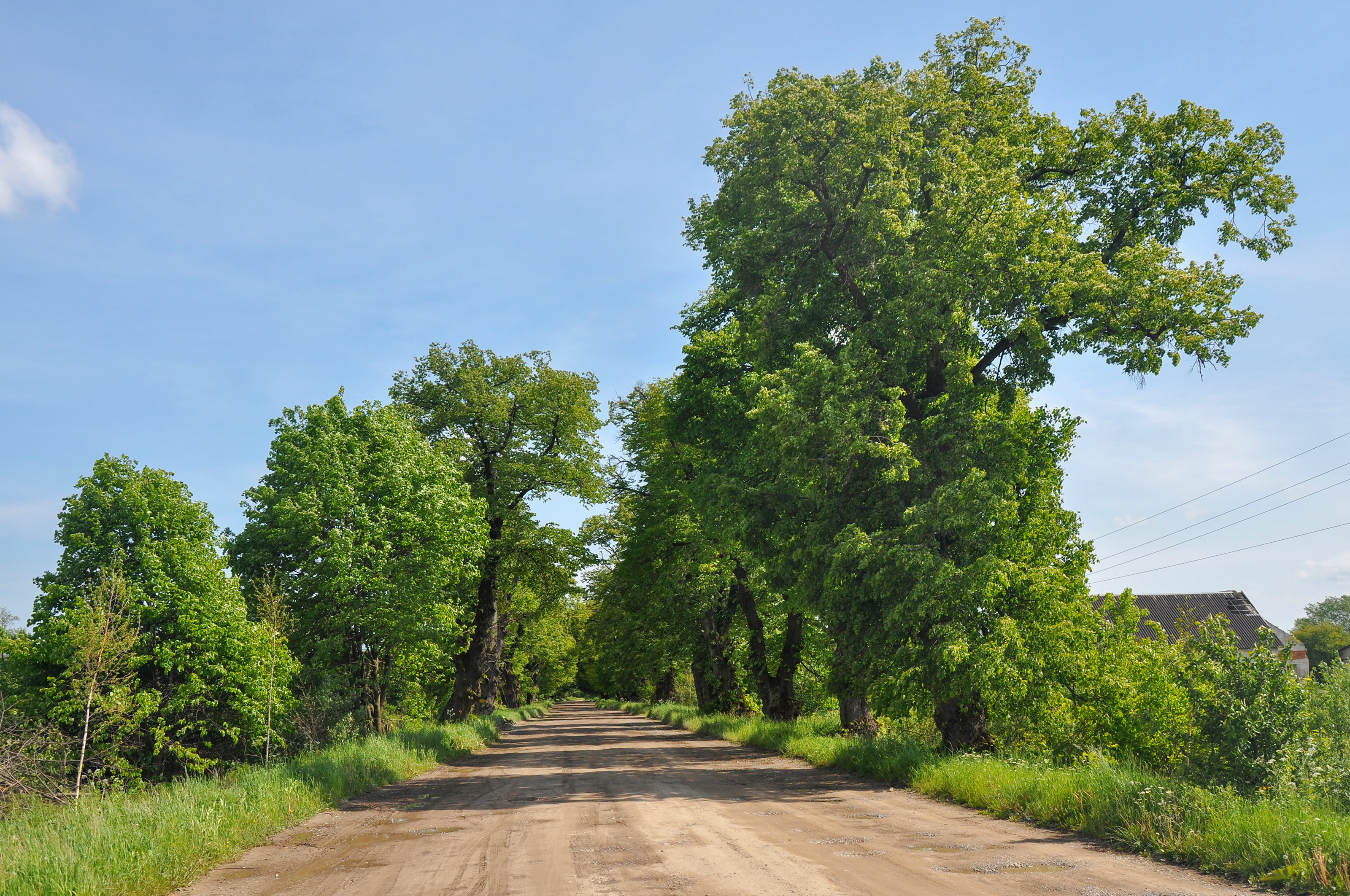
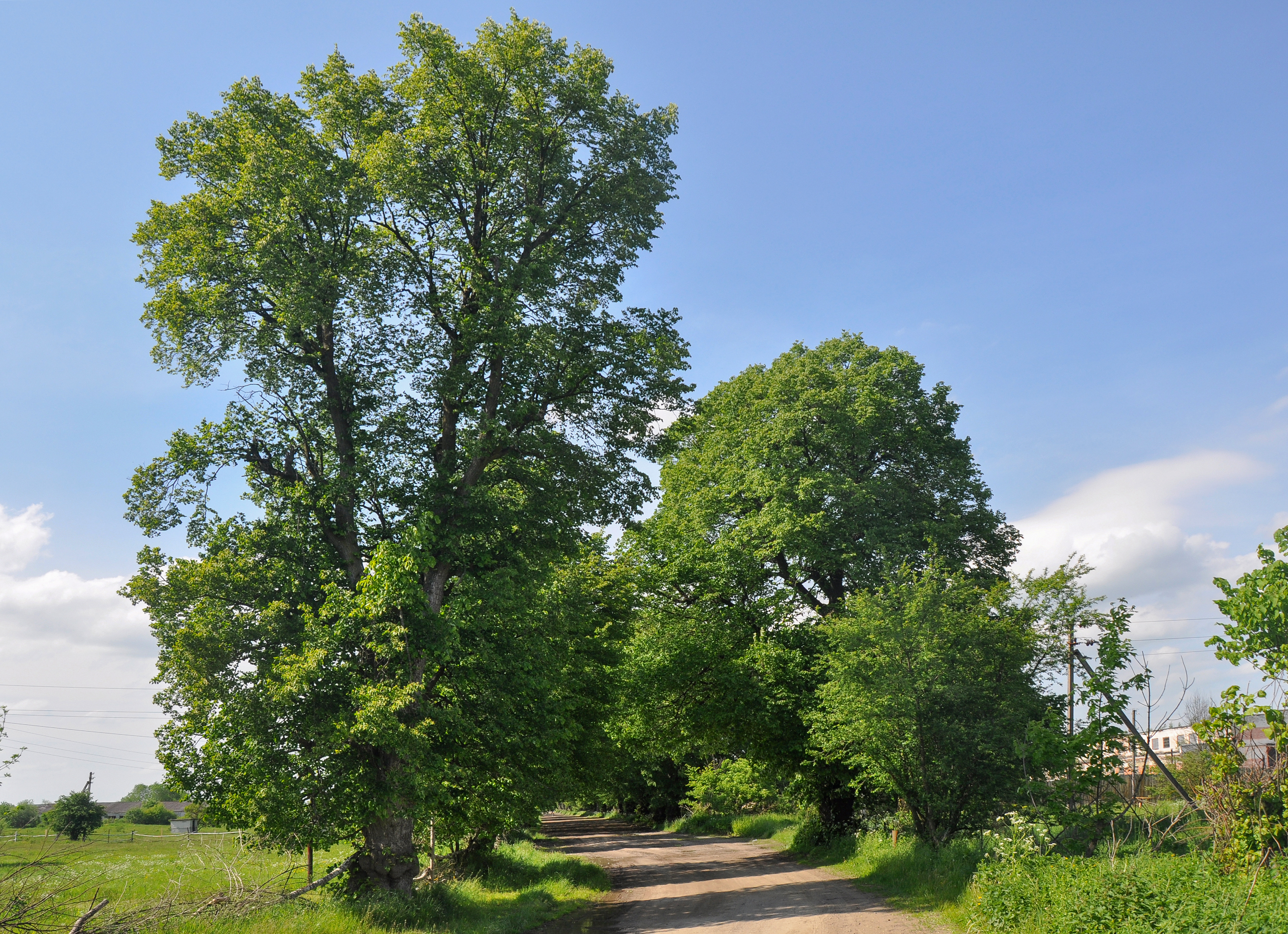
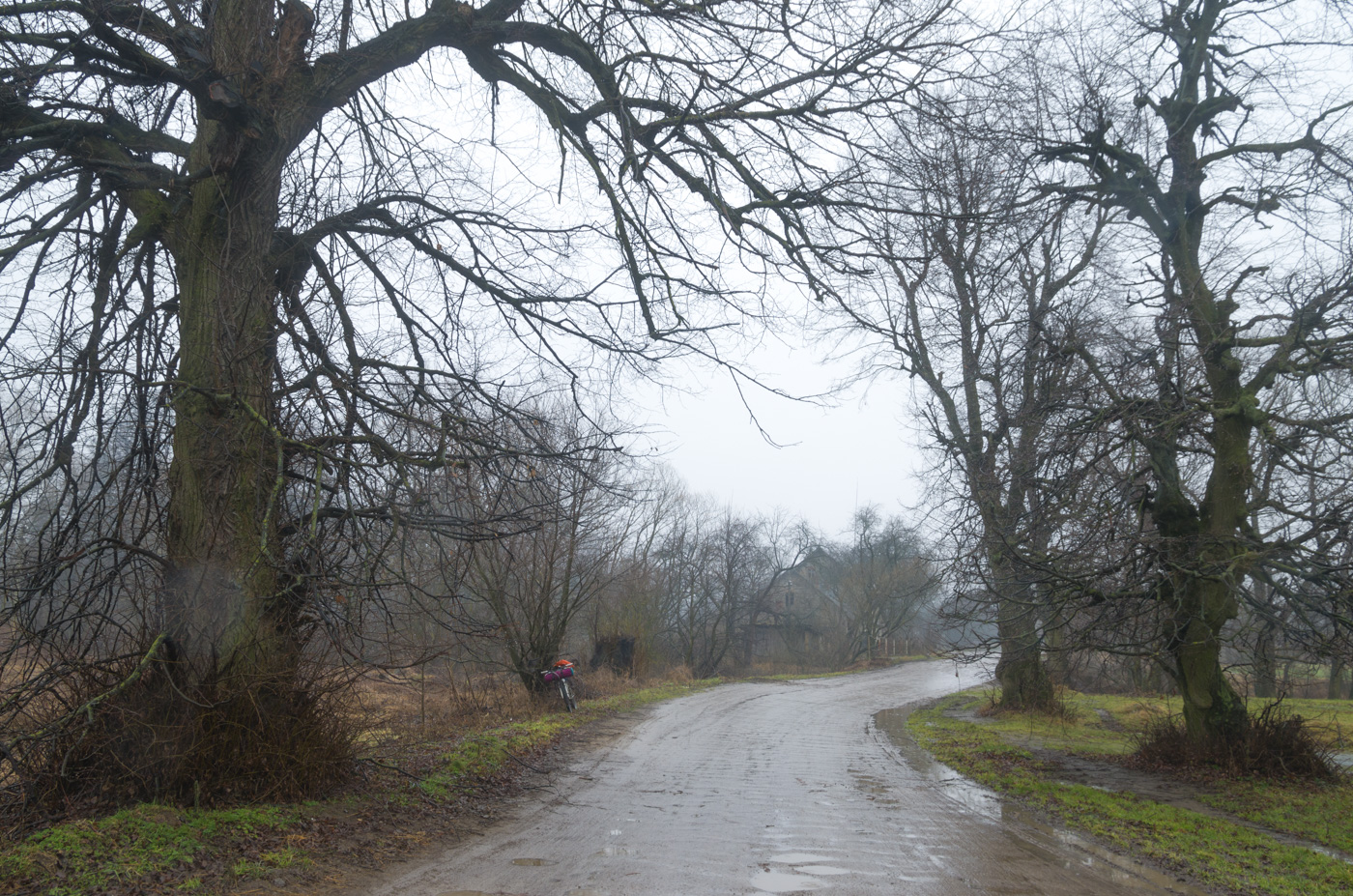